# Sophia Domancich
Sophia Domancich (Parijs, 25 januari 1957) is een Franse jazzpianiste en componiste.

## Biografie
Domancich begon op 6-jarige leeftijd piano te leren en bezocht van 1968 tot 1975 het conservatorium CNSMDP in Parijs (eerste prijzen in piano en kamermuziek). Daarna verdiende ze vooreerst haar geld als begeleidster in het zang- en dansonderricht, zoals aan de opera in Parijs en het theater van Caen. In 1979 had ze haar eerste contacten met de jazz. Ze speelde met Steve Lacy, Bernard Lubat en Jean-Louis Chautemps en vanaf begin jaren 1980 als duo in zowel de bigband Lumiére van Laurent Cugny en in de bigband Quoi D'Neuf Docteur? met Steve Grossman, Glenn Ferris en Jack Walrath. In 1983 kwam ze in contact met muzikanten uit het Britse Canterbury-scene, Elton Dean, Hugh Hopper en Pip Pyle. Met Pyle, met wie ze ook meerdere jaren samenwoonde, formeerde ze in 1984 L’Equip Out, die ook twee opnamen maakte en met wie ze tot 1991 speelde.
Ze speelde ook in het Trio Davenport en in het Quartet Hors-Série, voordat ze met de bassist Paul Rogers en de drummer Bruno Tocanne (later Tony Levin) haar eigen trio formeerde, dat tot 1999 bestond en waarmee ze vier albums opnam (meestal met eigen composities). Daarnaast trad ze ook solo op. Van 1997 tot 2000 was ze onder Didier Levallet pianiste in het Orchestre National de Jazz. Tijden de jaren 1990 begon ook een samenwerking met John Greaves (met wie ze ook in 2002 in duet met Vincent Courtois Trouble with happiness opnam) en met Simon Goubert, die lid is van haar kwintet Pentacle en andersom zij lid van zijn kwartet. Verdere leden van het in 2003 geformeerde Pentacle zijn Claude Tchamitchian, Michel Marre en Jean-Luc Cappozzo. Tot 2007 produceerde het kwintet twee albums. In 2003 was ze deel van de band Soft Bound met Elton Dean, Hugh Hopper (voorheen Soft Machine) en Goubert. Ze formeerde ook een trio met Ramón López en Joëlle Léandre. In 2007 bracht ze het duoalbum You Don't Know What Love Is uit met Goubert, met wie ze ook in 2010 het album Snakes & Ladders presenteerde.
In 1999 kreeg ze als eerste vrouw de Prix Django Reinhardt. Haar zus Lydia Domancich is eveneens jazzpianiste.

## Discografie
- 1994: L'annee des treize lunes (Seventh, met Paul Rogers & Tony Levin)
- 1997: La part des anges (Gimini, met Paul Rogers & Tony Levin)
- 2003: Pentacle (Sketch, met Jean-Luc Cappozzo, Michel Marre, Claude Tchamitchian, Simon Goubert)
- 2007: Sophia Domancich, Jean-Jacques Avenel, Simon Goubert Dag (Cristal)
- 2007: Pentacle Triana Moods (Cristal, met Jean-Luc Cappozzo, Michel Marre, Claude Tchamitchian, Simon Goubert)
- 2008: Sophia Domancich / Hamid Drake / William Parker  Washed Away, Live at the Sunside  (Marge)
- 2007: Pentacle En hiver comme au printemps (Sansbruit, met Jean-Luc Cappozzo, Michel Marre, Sébastien Boisseau, Simon Goubert)
- 2017: SO (Sansbruit, solo piano)